# Deense muziek

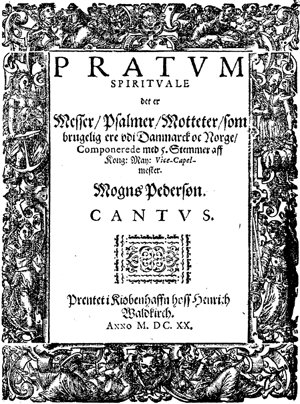
Pratum Spirituale van Mogens Pedersøn (1620)

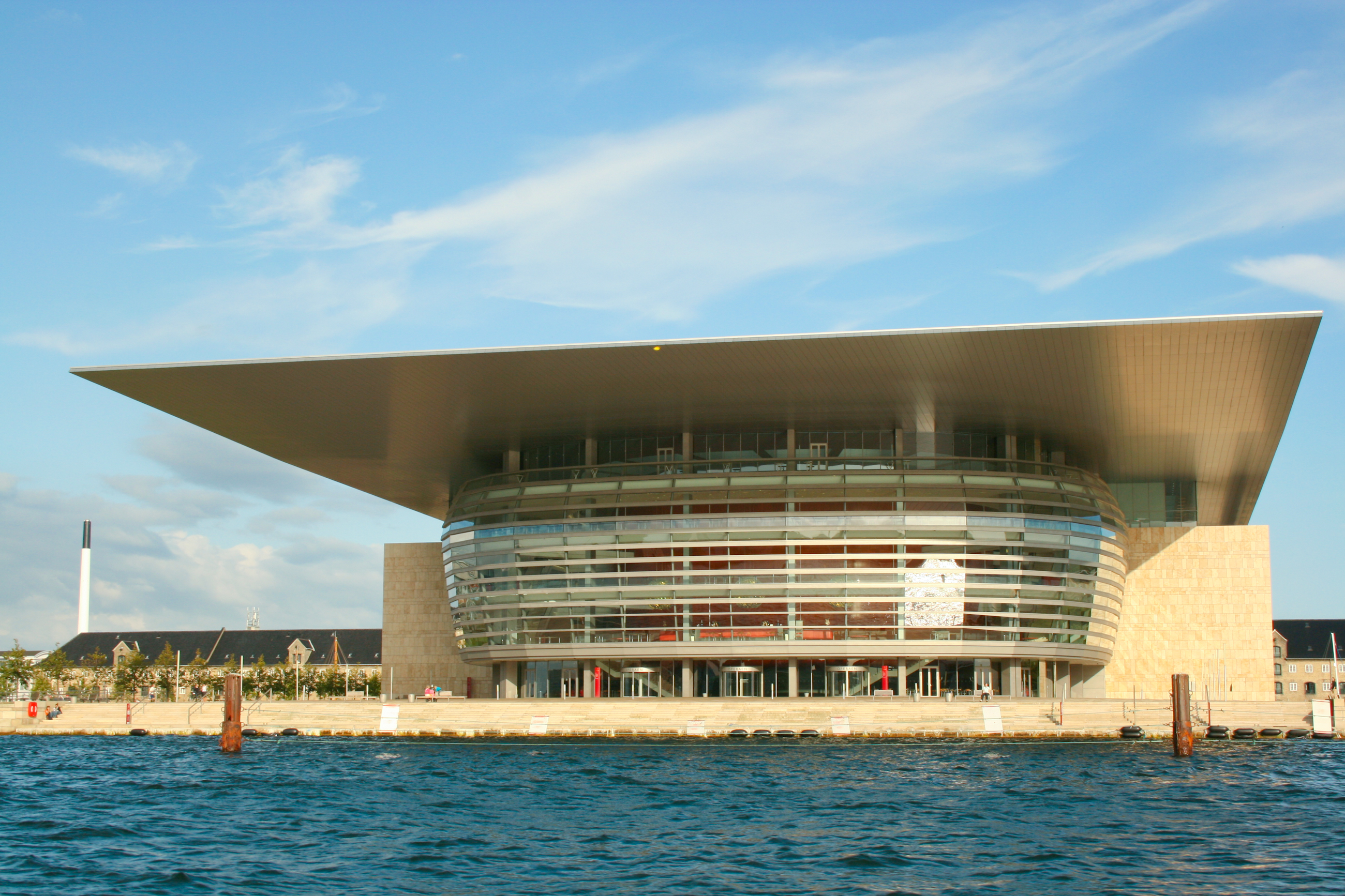
Operagebouw van Kopenhagen

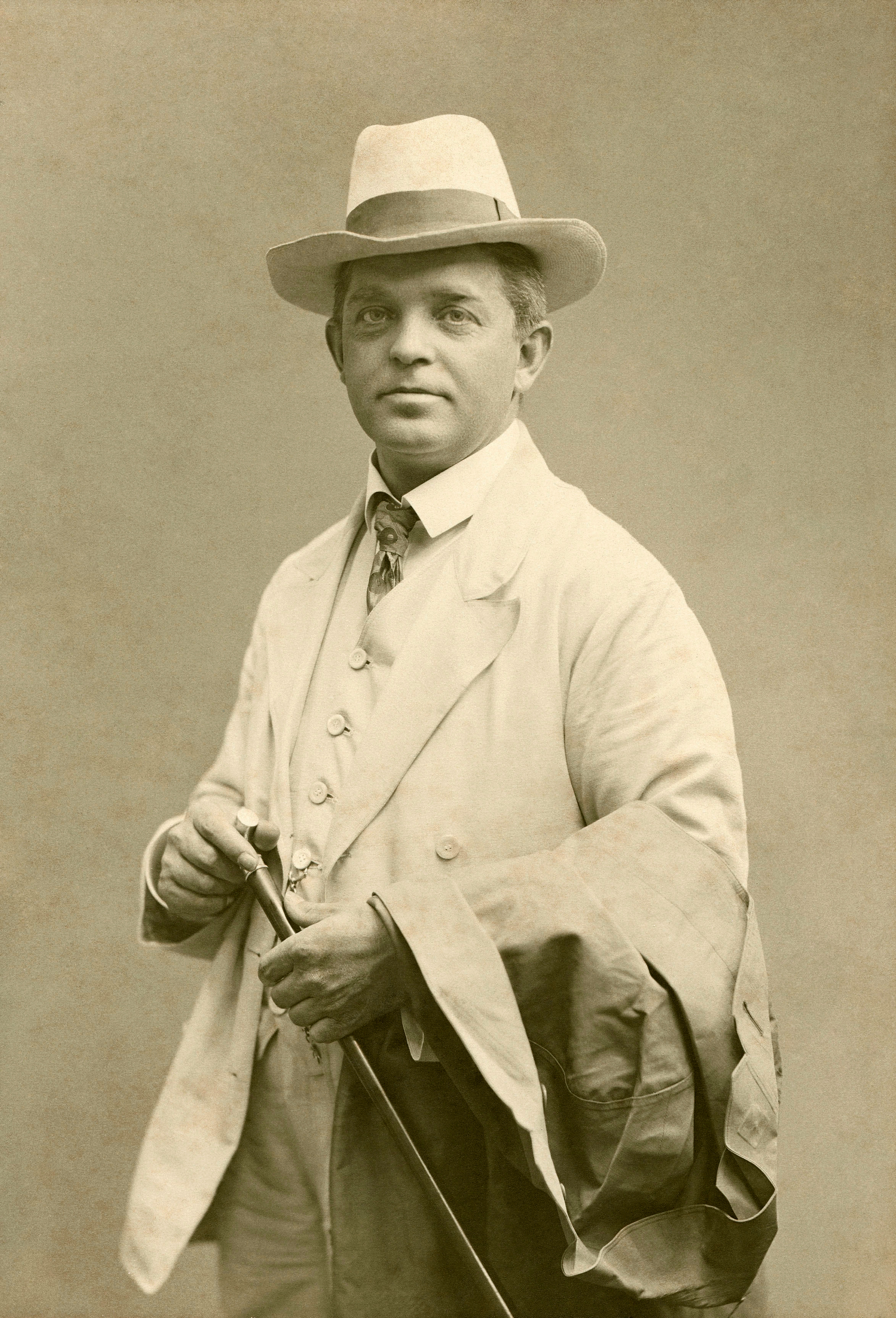
Carl Nielsen

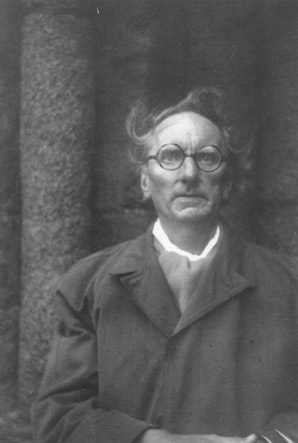
Rued Langgaard

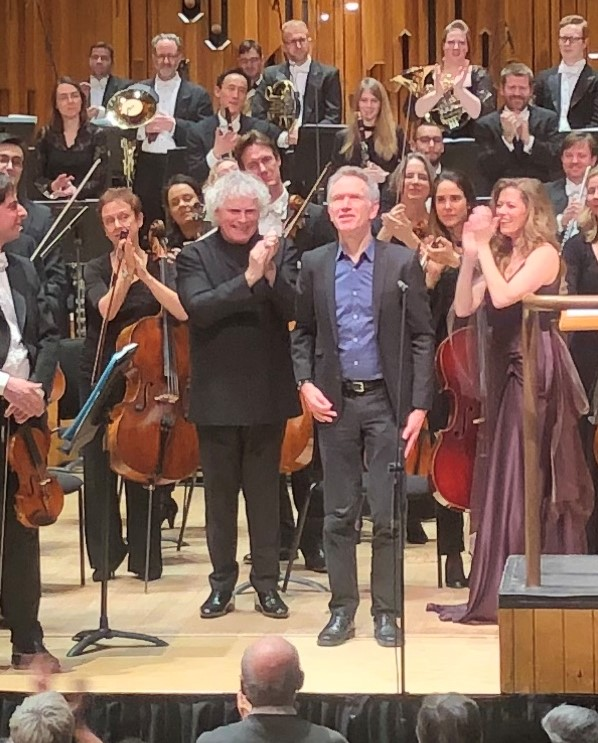
Hans Abrahamsen

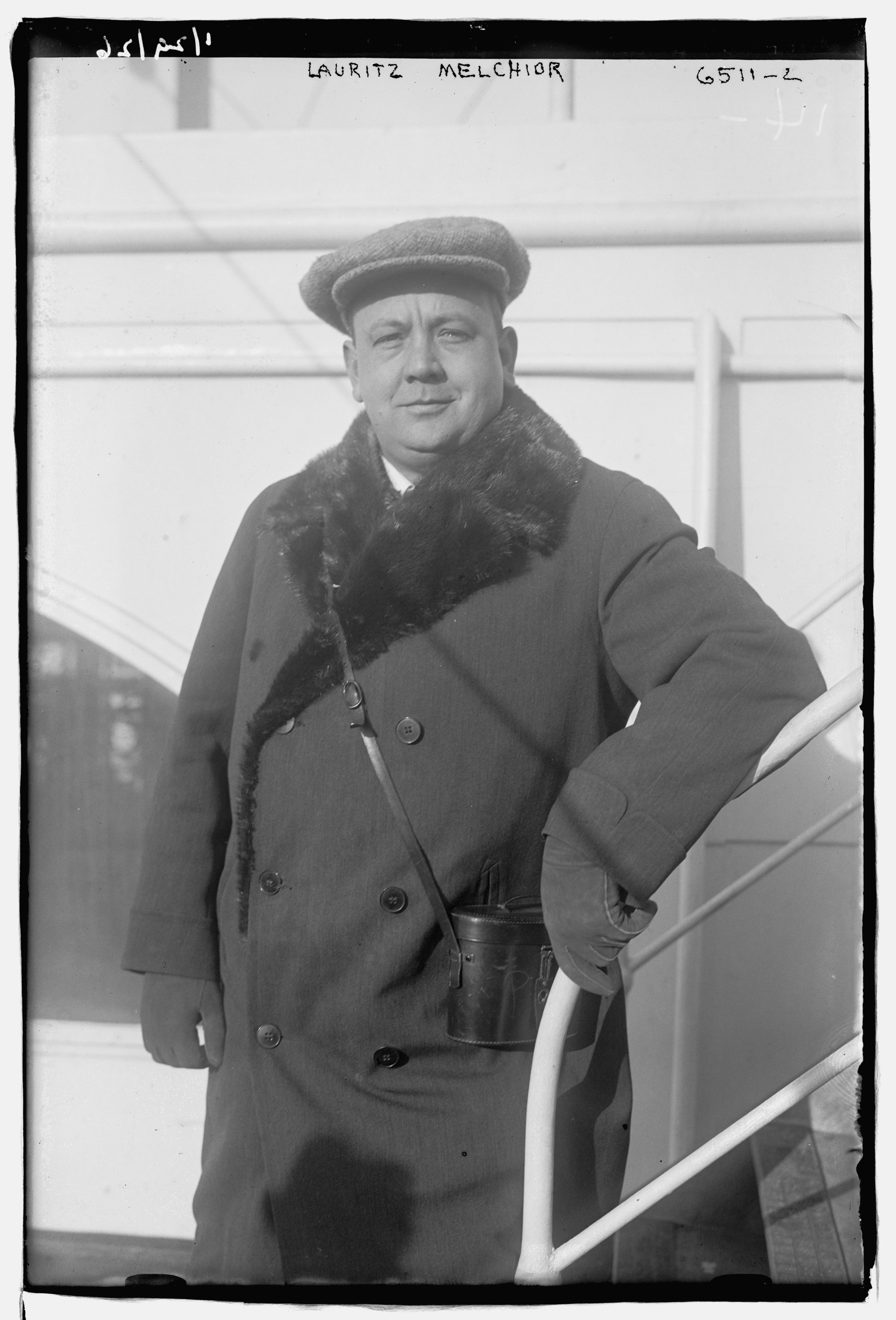
Lauritz Melchior

De Deense muziek vindt haar eerste geschiedkundige bron in de germaanse lures die in Denemarken en Noord-Duitsland voorkwamen, en die terug te voeren zijn tot de periode van de 16e tot de 6e eeuw voor Christus. 
Uit de 12e eeuw zijn Deense hymnes en sequenzen overgeleverd, maar van meer belang zijn de tot 1250 teruggaande epische volksliederen (ballades), die grotendeels mondeling overgeleverd werden. 
In de latere eeuwen werd de muziekstijl voornamelijk bepaald door buitenlandse musici die aan het Deense hof werkten, onder wie de Nederlander Adrianus Petit Coclico (tussen 1556 en 1562), de Brit John Dowland (tussen 1598 en 1606) en de Duitser Heinrich Schütz (tussen 1633 en 1644). De bekendste Deense musicus uit deze vroege barokperiode is Mogens Pedersøn (ca. 1585-1623), die rond 1620 onder andere vijfstemmige missen en motetten schreef. Een bekend Deens-Duits organist en zeer invloedrijk componist was Dietrich Buxtehude, die in 1657 in Hälsingborg en in 1660 in Helsingør werkte.
Deense opera-opvoeringen werden sinds midden 17e eeuw voornamelijk door de Italiaanse en Duitse muzieksmaak en -stijl gedicteerd. Als koninklijk kapelmeester werkten in Kopenhagen onder anderen Reinhard Keiser (1722), J.A. Scheibe (1744-1748), Giuseppe Sarti (1755-1775) en J.A.P. Schulz (1787-1795). Belangrijk is ook de tot Deen genaturaliseerde Duitser Friedrich Kuhlau, leider van het Koninklijk Theater in Kopenhagen van 1818 tot 1832, die geldt als de aartsvader van de Deense opera. C.E.F. Weyse, zelf leerling van J.A.P. Schulz, leidde vele Deense componisten op, onder wie J.P.E. Hartmann die zelf mentor was van onder anderen Carl Nielsen, Victor Bendix, Asger Hamerik, August Enna en Otto Malling. Van hen heeft Carl Nielsen door onder meer zijn zes symfonieën en twee opera's de reputatie van 'grootste Deense componist' verkregen. In het licht-klassieke genre was Hans Christian Lumbye de meest gevierde 19e-eeuwse componist. 
Tot de internationaal bekendste Deense componisten behoren, naast Buxtehude en Nielsen, ook Niels W. Gade, Rued Langgaard, Per Nørgård en Vagn Holmboe. In de 21e eeuw zijn het vooral Hans Abrahamsen en de 'multidisciplinaire' Simon Steen-Andersen die ook buiten Scandinavië de aandacht trekken.
De beroemdste Deense operazangers waren de tenoren Lauritz Melchior en Helge Rosvaenge. Andere bekende uitvoerende musici zijn de bariton Bo Skovhus, de dirigenten Michael Schønwandt en Thomas Dausgaard en de violist Nikolaj Znaider. De pianist Victor Borge ontwikkelde zich tot een internationaal succesvolle komiek.

## Deense klassieke componisten
- Hans Abrahamsen
- Victor Bendix
- Niels Viggo Bentzon
- Dietrich Buxtehude
- August Enna
- Niels W. Gade
- Pelle Gudmundsen-Holmgreen
- Asger Hamerik
- J.P.E. Hartmann
- Vagn Holmboe
- Lars Graugaard
- Anders Koppel
- Friedrich Kuhlau
- Rued Langgaard
- Hans Christian Lumbye
- Frederik Magle
- Otto Malling
- Carl Nielsen
- Per Nørgård
- Knudåge Riisager
- Poul Ruders
- Simon Steen-Andersen

## Deense filmcomponisten
- Martin Andersen
- Bent Fabricius-Bjerre

## Deense volksmuziek
De muziek bij de Deense volksdans is onveranderlijk vrolijk; mineur komt zelden voor. Omdat de viool het hoofdinstrument is de meeste muziek uitgeschreven in viool-vriendelijke toonsoorten: G, D en A komen het meest voor. 
Een ander kenmerk is het binnen een muziekstuk veranderen van toonsoort; zeer veel muziek die uit meer dan een deel bestaat, wisselt tussen G en D, of tussen D en A. Omdat rond 1920 alle muziek 4-stemmig is genoteerd/gearrangeerd voor twee violen, A-klarinet en gestreken contrabas ligt de muziek betrekkelijk vast.
Denemarken heeft met zijn vele eilanden verschillende sterke muziek- en danstradities. Zo is er de sønderhoning uit Sønderho op het eiland Fanø, en bestaat er een typische variant op de polka in Læsø.

## Deense pop- en rockmuziek

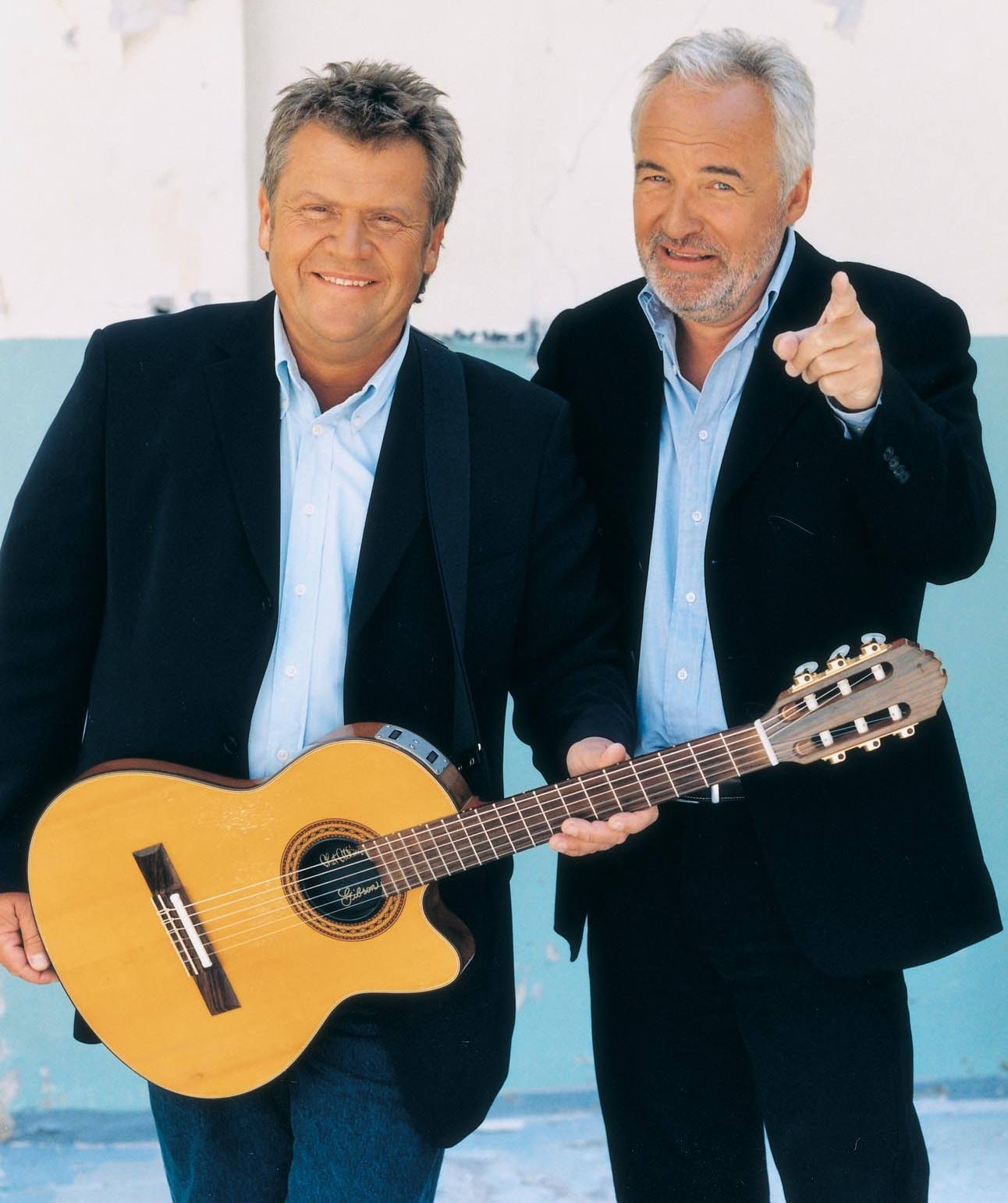
Olsen Brothers

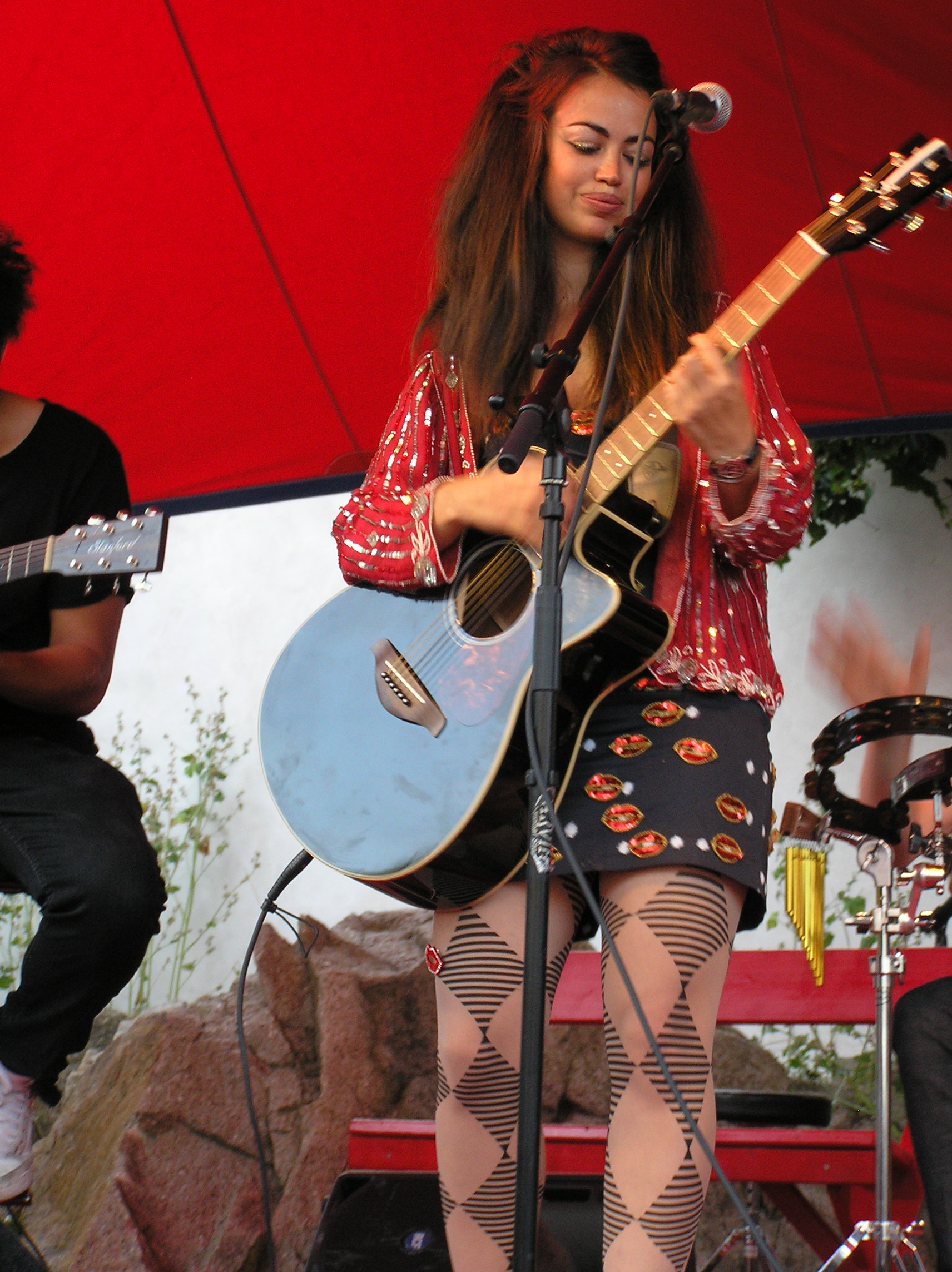
Aura Dione

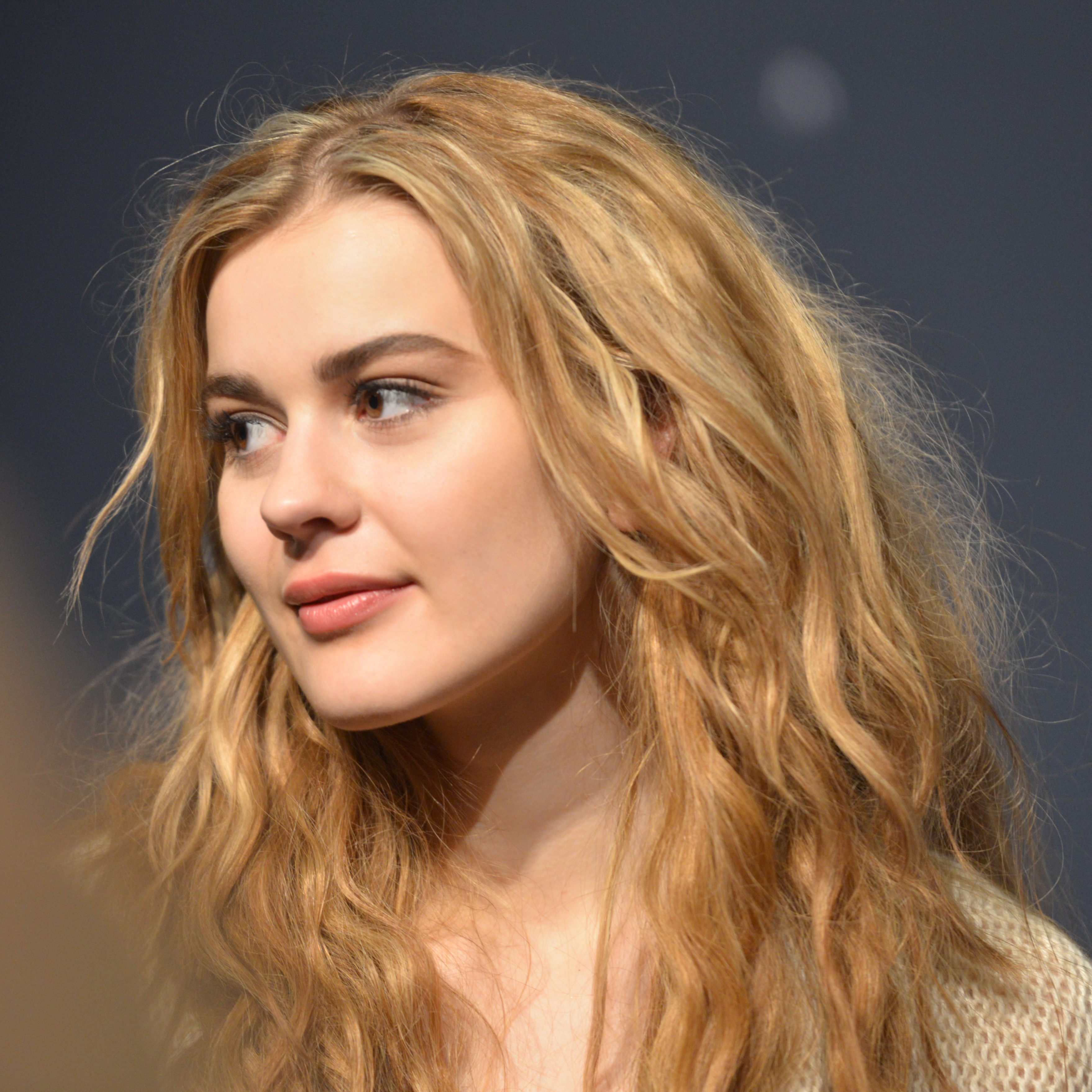
Emmelie de Forest

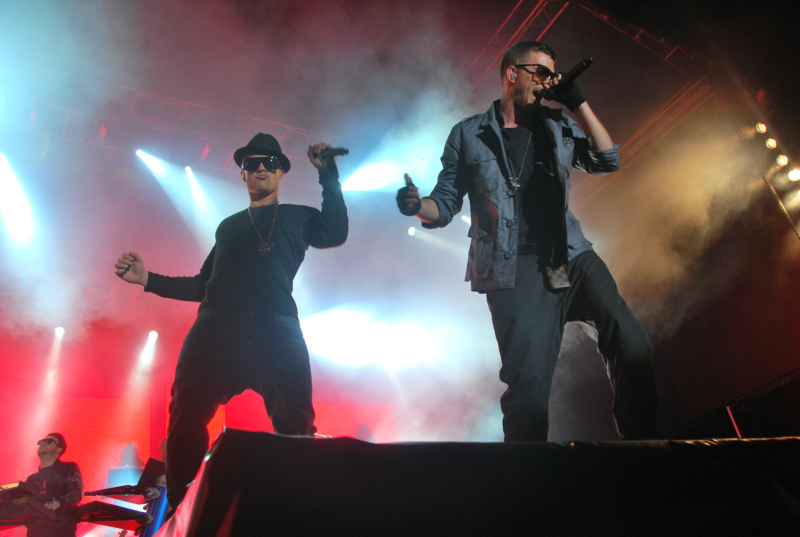
Nik & Jay

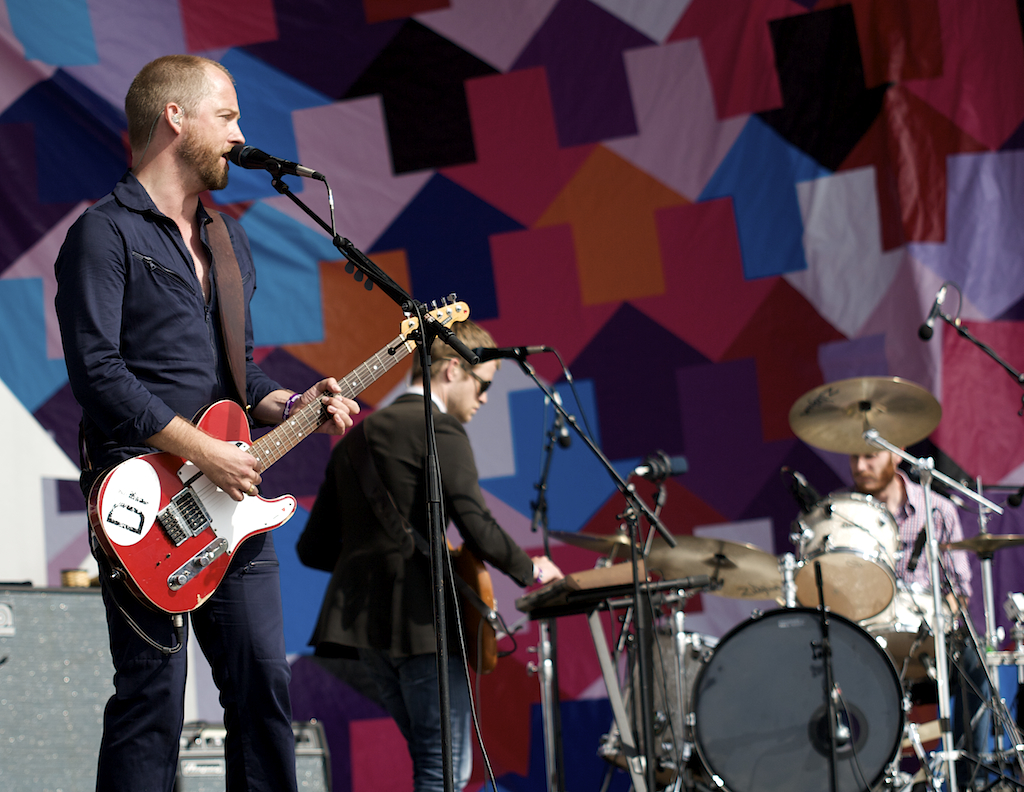
Kashmir

Enkele (minder of meer) bekende Deense popmuzikanten zijn:
- Agnes Obel
- Alphabeat
- Aqua
- Aura Dione
- Burhan G
- D-A-D
- Dizzy Mizz Lizzy
- Duné
- Emmelie de Forest (winnares  Eurovisiesongfestival 2013)
- Fallulah
- Infernal
- Junior Senior
- Kashmir (punkrock)
- Kim Larsen
- L.O.C.
- Laid Back, (softreggae)
- Lars Ulrich
- Lukas Graham
- Me & My
- Medina
- Mercenary (metal).
- Mew
- Michael Learns to Rock
- MØ
- Nephew
- Nik & Jay
- Oh Land
- Olsen Brothers (winnaars Eurovisiesongfestival 2000)
- Outlandish
- Rasmus Seebach
- Safri Duo (house en elektropop)
- Saybia; (pop/rock)
- The Movement ( punkrock met ska-elementen)
- Tim Christensen
- Toy-Box
- Trentemøller
- Tv•2
- Vinnie Who
- Volbeat

## Deense jazzmusici
- Svend Asmussen, violist
- Jesper Bodilsen bassist
- Carsten Dahl, pianist
- Chris Minh Doky, bassist

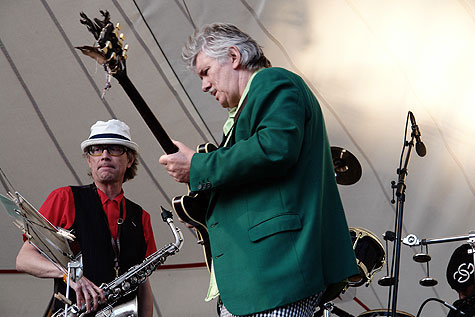
Pierre Dørge (r.) en T.S. Høeg

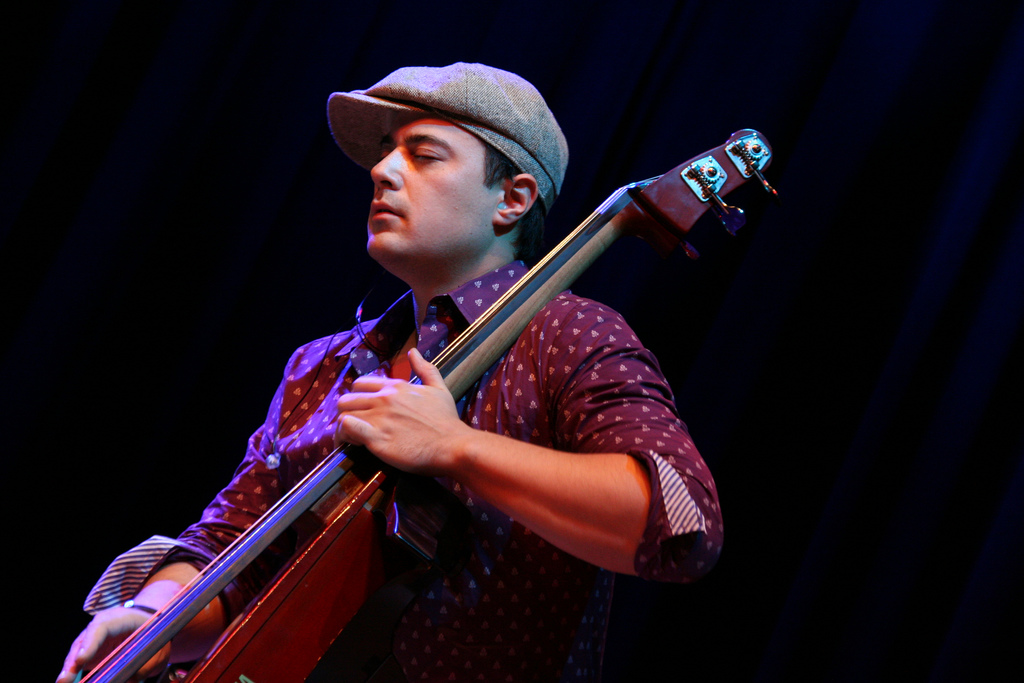
Chris Minh Doky

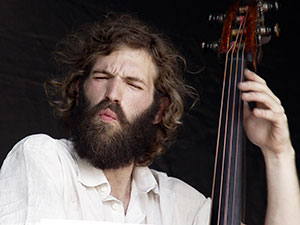
Jonas Westergaard

- Pierre Dørge, gitarist, bandleider, componist
- Ib Glindemann, bandleider
- Marilyn Mazur, slagwerker
- Nicolai Munch-Hansen, bassist
- Lars Møller, saxofonist
- Stefan Pasborg, drummer
- Niels-Henning Ørsted Pedersen, bassist
- Simon Spang-Hanssen, saxofonist
- Bo Stief, bassist
- John Tchicai, saxofonist
- Mads Vinding, bassist
- Jonas Westergaard, bassist

## Festivals

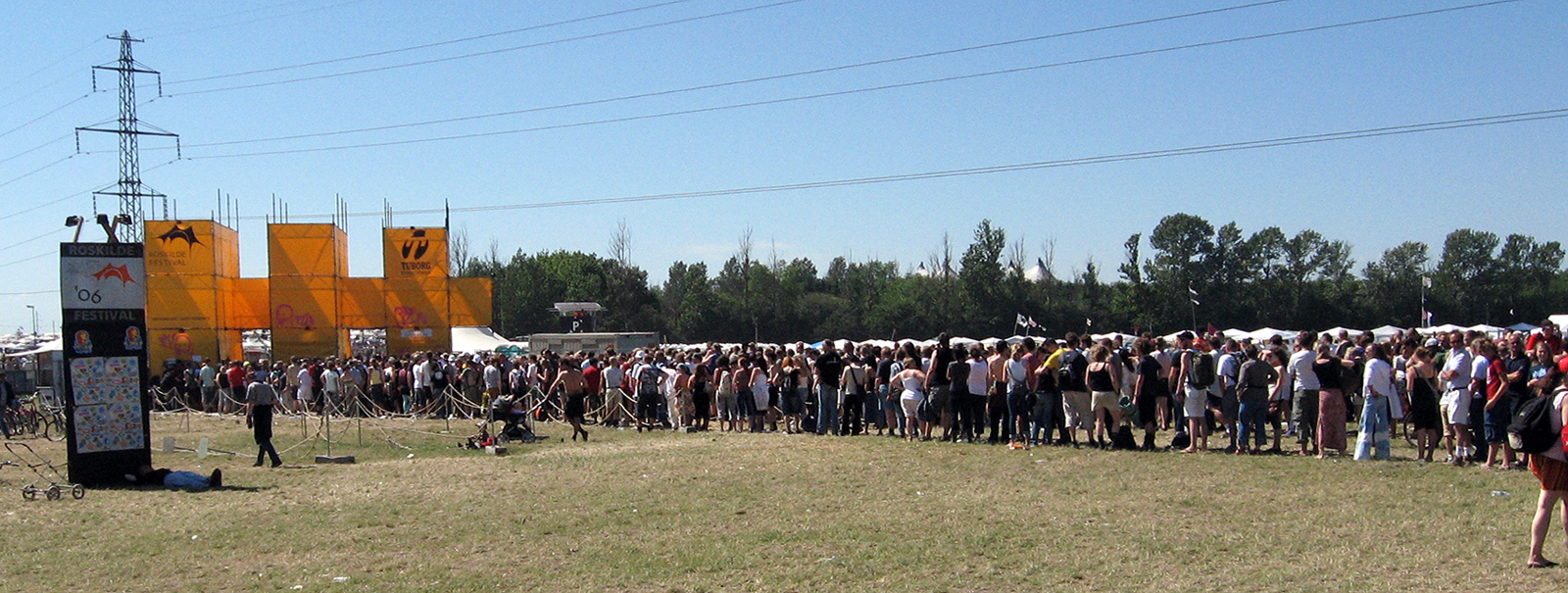
Roskilde Festival 2006.

Het Copenhagen Jazz Festival vind jaarlijks plaats in juli. Het werd opgericht in 1979, maar heeft een voorloper in het Copenhagen Jazz Festival dat vanaf 1964 werd georganiseerd in Tivoli (Kopenhagen).
Het Roskilde Festival is een muziekfestival voor rock en pop in de stad Roskilde in de regio Seeland, dat al bestaat sinds 1971. Het kreeg in 2008 de 2de prijs op de ILMC Arthur Awards uitreiking.